# 贾斯廷·马罗齐
贾斯廷·马罗齐（英語：Justin Marozzi，1970年—）是一位意大利裔英国记者、历史学家和旅行作家，毕业于剑桥大学，主要作品有《巴格达：和平之城，血腥之城》（Baghdad: City of Peace, City of Blood）等。